# Neun-Mächte-Vertrag
Der Neun-Mächte-Vertrag von 1922 war ein internationales Abkommen, das die Souveränität und territoriale Integrität Chinas garantierte.

## Hintergrund und Inhalt
Die chinesische Souveränität war durch die gewaltsame Durchsetzung der Politik der offenen Tür eingeschränkt gewesen. Der Neun-Mächte-Vertrag forderte das Japanische Kaiserreich dazu auf, sich aus der Shandong-Provinz zurückzuziehen und dieses Gebiet der Republik China zu überlassen.
Durch den Versailler Vertrag waren die deutschen Vorrechte in der Provinz Shandong 1919 an Japan gefallen, das bereits 1915 mit seinen Einundzwanzig Forderungen einen Herrschaftsanspruch über China angemeldet hatte. China war 1917 einer Kriegsallianz der Triple Entente beigetreten, weil es hoffte, diese Rechte selbst zu erhalten. Die nationale Empörung in der Öffentlichkeit löste die Bewegung des vierten Mai aus, die zur Verweigerung der chinesischen Unterschrift unter das Vertragswerk von Versailles führte.
Der Außenminister der USA John Hay versuchte zu verhindern, dass Japan und die europäischen Großmächte Chinas Souveränität weiterhin einschränken würden. 
Das Abkommen wurde am 6. Februar 1922 in Washington, D.C. unterzeichnet.
Das Neun-Mächte-Abkommen hatte jedoch keine Sanktionen für seine Verletzung vorgesehen und wurde verletzt, als Japan 1931 in der Mandschurei einfiel. Den USA blieb nur formeller Protest und im November 1937 nach der Quarantäne-Rede Roosevelts (Japan hatte nunmehr auch die Republik China überfallen) trafen sich die Unterzeichner des Abkommens in Brüssel, kamen jedoch zu keinem Ergebnis. 
Durch den Beginn des Zweiten Weltkrieges wurde das Abkommen de facto obsolet.
Das Abkommen kann in eine ganze Reihe von Abkommen nach dem Ersten Weltkrieg eingeordnet werden, wie die Washingtoner Flottenkonferenz, das Washingtoner Viermächteabkommen und der Fünf-Mächte-Pakt.

## Unterzeichnerstaaten
- USA
- Belgien
- Vereinigtes Königreich
- Republik China
- Frankreich
- Königreich Italien
- Niederlande
- Portugal
- Japanisches Kaiserreich